# Teodoro Antillí
Teodoro Antillí (San Pedro, 27 de julho de 1883 – 8 de agosto de 1923) foi um jornalista e militante anarquista argentino, bastante ativo nas duas primeiras décadas do século XX.
Logo após terminar os estudos primários, trabalhou no Registro Civil de San Pedro e aos 14 anos passou a trabalhar como escrivão da polícia local, permanecendo no emprego até os 21 anos. Renunciou ao cargo após se envolver com o anarquismo e se mudou para Buenos Aires, onde trabalhou como jornalista para diversas revistas — como Fray Mocho e Mundo Argentino — e colaborou ativamente com a imprensa libertária. Em 1906, na redação do periódico Germinal, conheceu Rodolfo González Pacheco, com quem manteve uma relação estreita ao longo de toda a sua vida. Já no ano seguinte, Antillí e Pacheco editaram o periódico La Campana Nueva e, em 1910, lançaram o diário anarquista La Batalla, que teve vida curta e foi encerrado no contexto da repressão ao anarquismo durante o Centenário.
Naquele contexto repressivo, Antillí e Pacheco foram presos e enviados ao presídio de Ushuaia. Uma vez libertos, fundaram o periódico Alberdi junto de Apolinario Barrera. Em 1911, lançaram outro periódico de breve duração, El Manifiesto. Enquanto Pacheco passava um período fora da Argentina, Antillí integrou a redação de La Protesta e, em razão de um artigo em defesa de Simón Radowitzky, foi preso novamente e passou três anos no cárcere.
Em 1916 rompeu com La Protesta, junto de Pachecho, que naquela altura já havia retornado ao país. Tentam, sem sucesso, refundar La Protesta Humana e logo passaram a editar o periódico La Obra, que a partir de 1917 será fortemente influenciado pelos acontecimentos da Revolução Russa. No entanto, aos poucos foram se distanciando dos bolcheviques e recusaram uma proposta dos anarquistas entusiastas da Revolução de Outubro — chamados "anarco-bolcheviques" — de lançar um diário anarquista em conjunto.
Com o fechamento de La Obra pela repressão durante os acontecimentos da Semana Trágica em 1919, Antillí, Pacheco e Alberto Bianchi lançaram o periódico Tribuna Proletaria, um diário aberto a todas as tendências do anarquismo argentino. Quando diário foi encerrado em março de 1919, ele já se encontrava nas mãos dos "anarco-bolcheviques". No ano seguinte, Antillí, Pacheco e Bianchi fundam um novo periódico: El Libertario.
Em 1921, foi um dos fundadores de La Antorcha, importante semanário anarquista que tomava distância da experiência soviética e assumia uma postura mais próxima ao anarquismo insurrecionário, polemizando com La Protesta. Foi um dos redatores mais prolíficos do periódico, e muitos artigos inéditos de sua autoria continuaram sendo publicados após a sua morte.
Em 1923, já gravemente doente, Pachecho lhe ajuda a retornar para sua cidade natal, San Pedro, onde Antillí passou seus últimos dias. Faleceu no dia 8 de agosto de 1923 e seus restos foram sepultados ao pé de um eucalipto. Pouco depois de sua morte, em 1924, Pachecho editou alguns de seus artigos publicados em La Antorcha em um livro póstumo, ¡Salud a la Anarquía!